# Основной карбонат свинца
Основной карбонат свинца — неорганическое соединение, основная соль металла свинца и угольной кислоты с формулой 2PbCO3•Pb(OH)2, бесцветные (белые) кристаллы, не растворимые в воде.

## Получение
- В природе встречается минерал гидроцеруссит — 2PbCO3•Pb(OH)2 с примесями хлоридов.

- Реакция растворимой соли свинца с карбонатами:

{\displaystyle {\mathsf {3Pb(NO_{3})_{2}+3Na_{2}CO_{3}+H_{2}O\ {\xrightarrow {}}\ Pb_{3}(OH)_{2}(CO_{3})_{2}\downarrow +6NaNO_{3}+CO_{2}\uparrow }}}
- Пропускание углекислого газа через суспензию гидроксида свинца(II):

{\displaystyle {\mathsf {3Pb(OH)_{2}+2CO_{2}\ {\xrightarrow {}}\ Pb_{3}(OH)_{2}(CO_{3})_{2}\downarrow +2H_{2}O}}}

## Физические свойства
Основной карбонат свинца образует бесцветные (белые) кристаллы.

## Химические свойства
- Разлагается при нагревании:

{\displaystyle {\mathsf {Pb_{3}(OH)_{2}(CO_{3})_{2}\ {\xrightarrow[{-H_{2}O}]{120-155^{o}C}}\ Pb_{3}O(CO_{3})_{2}\ {\xrightarrow[{-CO_{2}}]{400^{o}C}}\ PbO}}}
- В присутствии воды поглощает углекислый газ:

{\displaystyle {\mathsf {Pb_{3}(OH)_{2}(CO_{3})_{2}+CO_{2}\ {\xrightarrow {}}\ 3PbCO_{3}+H_{2}O}}}
- Реагирует с сероводородом (потемнение пигмента):

{\displaystyle {\mathsf {Pb_{3}(OH)_{2}(CO_{3})_{2}+3H_{2}S\ {\xrightarrow {}}\ 3PbS+2CO_{2}+4H_{2}O}}}

## Применение
- Раньше использовался как белый пигмент.